# Kari Korhonen
Kari Korhonen, född 8 oktober 1973 i Esbo, är en finsk serietecknare och barnboksförfattare. Han tecknar bland annat Kalle Anka-serier. År 2015 tilldelades han Kalle Träskalle-hatten av Finlands serieförening.